# جيريمياه ترافيس
جيريمياه ترافيس هو سياسي كندي، ولد في 21 يناير 1830، وتوفي في 27 أبريل 1911.